# 국가정부
국가정부(독일어: Reichsregierung 라이히스레기에룽[*])란 1871년에서 1945년 사이 독일국(라이히) 시대 독일의 헌법기관이다.
1871년 헌법에 따르면, 독일 황제(카이저)가 국가수상(라이히스칸츨러)을 임명한다. 각 국가청(라이히스암트)을 담당하는 청차관들이 수상 밑에 딸린다. 독일 제국에는 협의체기관으로서의 중앙정부가 없었고, 때문에 국가정부라는 용어가 사용된다.
1949년 입헌된 독일연방공화국 기본법에서는 연방정부를 규정하고 있으며, 이것이 독일국 시대의 국가정부를 대체했다고 볼 수 있다. 현재 국가정부 시절의 명칭이 그대로 사용되고 있는 기관은 외무청이 유일하다.